# Polycoryphus asper
Genre
Espèce
Polycoryphus asper, unique représentant du genre Polycoryphus, est une espèce d'opilions laniatores de la famille des Assamiidae.

## Distribution
Cette espèce se rencontre en Afrique du Sud, en Namibie et en Angola.

## Description
La femelle holotype mesure 4,5 mm.

## Publication originale
- Loman, 1902 : « Neue aussereuropäische Opilioniden. » Zoologische Jahrbücher, vol. 16, p. 163–216 (texte intégral).